# Dead Space: Aftermath
Dead Space: Aftermath è un film d'animazione direct-to-video nel quale sono narrati gli eventi precedenti a quelli che accadono nel videogioco Dead Space 2. Temporalmente si colloca poco dopo la fine di Dead Space, raccontando la storia dei quattro sopravvissuti della USG O'Bannon, una nave mandata su Aegis 7 per recuperare i frammenti del Marchio, distrutto da Isaac alla fine del primo gioco.
Il film, distribuito il 25 gennaio 2011, è in parte a disegni bidimensionali e in parte tridimensionali. Più precisamente, gli eventi narrati al presente sono 3D, mentre i flashback sono 2D.

## Trama
Un gruppo di Marine che approda sulla USG O'Bannon, trovando solo 4 sopravvissuti. I superstiti vengono condotti sulla USM Abraxis per essere interrogati sull'accaduto. Nickolas Kuttner è il primo ad essere interrogato, e racconta di come la nave fu mandata su Aegis 7, prossimo al collasso, con la missione di stabilizzare il pianeta. Mentre i tecnici si occupavano di tenere il pianeta integro, lui e pochi altri membri dell'equipaggio avevano il compito di recuperare frammenti del Marchio, un artefatto alieno distrutto sul pianeta. Kuttner riuscì a trovarne un frammento, ma entrandone in contatto, cominciò a subire allucinazioni, vedendo da ogni parte la figlia da poco deceduta. Confuso dalle allucinazioni, Kuttner uccise un tecnico e danneggiò uno degli stabilizzatori. Venne quindi bloccato e portato sulla  nave da sbarco perché non potesse più nuocere a nessuno. Alla fine del suo racconto, gli interrogatori decidono di metterlo in stasi, ma Kuttner, ancora affetto dalle allucinazioni riguardanti la figlia Vivian, riesce a liberarsi e a fuggire, finendo però per aprire un portello ed essere risucchiato nello spazio. Borges è il secondo ad essere interrogato: il suo racconto inizia quando Kuttner, impazzito, uccise suo cugino Noah e danneggiò lo stabilizzatore.
Il pianeta andò incontro ad un prematuro collasso, e tutti gli uomini fuggirono verso le navi. Anche il Comandante Sergenko, vice-capitano della nave, morì durante la fuga, ma prima raccomandò agli altri di portare il frammento trovato da Kuttner alla nave. Nella rocambolesca fuga dal pianeta prossimo all'esplosione, solo la navicella con Kuttner, Borges, Cho e Stross si salvò. Atterrati per un soffio sulla O'Bannon, quest'ultima non riuscì ad effettuare il salto nell'iperspazio prima di essere colpita dall'onda d'urto dell'esplosione del pianeta, che danneggiò il sistema per il viaggio dell'iperspazio, costringendo la nave a rimanere esposta ai detriti. Borges, infuriato, portò il frammento del Marchio al capitano, accusandolo di essere già a conoscenza che il pianeta fosse prossimo alla fine. Questi spiegò ai sopravvissuti l'importanza di quel frammento, ordinò a Borges di riparare il sistema per il viaggio nell'iperspazio e consegnò il pezzo del Marchio a Stross per delle analisi.
Finito il suo racconto, Borges viene ucciso perché non entrò in contatto col Marchio. Stross è il terzo ad essere interrogato: l'uomo racconta di come, durante le analisi sul frammento, ne fu ingannato e lo mise in contatto con un cadavere, rianimandolo in un necromorfo. Tutti i cadaveri a bordo della nave vennero subito dopo rianimati dal frammento, causando l'inizio della tragedia della nave. Dopo il suo racconto, Stross viene messo in stasi perché ritenuto prezioso. L'ultima ad essere interrogata è la dottoressa Cho: la donna racconta del disperato tentativo dei pochi sopravvissuti di raggiungere il reattore per distruggere il marchio, alla fine del quale i necromorfi vennero distrutti e la navicella di soccorso arrivò. Concluso il racconto sulla tragedia della O'Bannon, la dottoressa, rifiutatasi di collaborare col progetto riguardante il marchio, viene usata come capro espiatorio per la tragedia di Aegis 7 e dell'Ishimura. Giunti a Sprawl, Stross viene invece depositato per ulteriori indagini, nella cella di stasi vicino ad Isaac Clarke.

## Doppiaggio
| Personaggio                   | Doppiatore         |
| ----------------------------- | ------------------ |
| Nickolas Kuttner              | Christopher Judge  |
| Alejandro Borges              | Ricardo Chavira    |
| Dr. Isabel Cho                | Gwendoline Yeo     |
| Dr. Nolan Stross              | Curt Cornelius     |
| Capitano Caleb Campbell       | Graham McTavish    |
| Capo interrogatore            | Peter Woodward     |
| Rin                           | Kari Wahlgren      |
| Sandra Burns                  | Kari Wahlgren      |
| Comandante Sergenko           | Yorgo Constantine  |
| Primo ufficiale Leslie Pallas | Christine Lakin    |
| Noah Pawling                  | Jesse Head         |
| Omar Nayim                    | Sunil Malholtra    |
| Il supervisore                | H. Richard Greene  |
| Vivian Kuttner                | Maggie Disa        |
| Interrogatore #2              | Charlotte Cornwell |
| Alexis Stross                 | Erin Fitzgerald    |
| Lt. Marcus                    | Mark Engelhardt    |
| Marine #4                     | Mark Engelhardt    |
| Marine Colonnello             | Eric Visbit        |
| Marine #1                     | Mark Wilson        |
| Marine #2                     | Travis Clark       |
| Controllo Sprawl              | Travis Clark       |
| Marine #3                     | David Wilcox       |
| Guardiamarina Voigt           | David Wilcox       |
| Lana                          | Kim Mai Gues       |
| Dr. Foster Edgars             | Rick Cramer        |
| Ufficiale del ponte           | Clarissa Jacobson  |
| Voce del computer/Reporter    | Lynanne Zager      |